# 佐藤岳三
佐藤 岳三（さとう がくぞう）は、日本の造園家。

## 来歴
1957年に東京農業大学造園学科を卒業した。
西武造園に勤務した。
1999年に第21回日本公園緑地協会北村賞、平成18年度（第25回）日本造園学会上原敬二賞を、それぞれ受賞している。
著書に『防災公園技術ハンドブック』（都市緑化技術開発機構（編集）、環境コミュニケーションズ）がある。